# Габриэл Паулиста
Габриэ́л Арма́ндо де Абре́у (порт.-браз. Gabriel Armando de Abreu; род. 26 ноября 1990, Сан-Паулу), более известный как Габриэ́л Паули́ста (порт.-браз. Gabriel Paulista, бразильский португальский: [ɡabɾiˈew pawˈlistɐ]) или просто Габриэ́л (порт.-браз. Gabriel) — бразильский футболист, центральный защитник клуба «Бешикташ».

## Биография
Габриэл родился в Сан-Паулу, с детства увлекался игрой в футбол, пытался поступить в академию местных грандов «Гремио» и «Сантоса», однако после нескольких неудачных попыток решил отправиться в провинциальную «Виторию», с которой впоследствии и дебютировал в профессиональном футболе. Свой первый матч на высшем уровне сыграл 7 марта 2010 года в рамках Лиги Баияно против «Камасари» (3:1). Через два месяца дебютировал в рамках высшего дивизиона Бразилии в поединке против «Фламенго» (1:1).

## Клубная карьера
В августе 2010 года Паулиста сыграл в двух встречах финала Кубка северо-востока против «Сантоса» (2:3). В этих матчах Габи выходил на позицию правого защитника, так как главный тренер сделал выбор в пользу схемы: 3-2-2-3. В следующем сезон Паулиста уже являлся ключевым игроком обороны «львов», помог им вернуться в Серию A, отыграв в 35 встречах. По итогам 2012 года Паулиста был признан лучшим центральным защитником Лиги Баияно. Незадолго до этого он продлил соглашение с родной командой до 2016 года. В сезоне 2013 года Габриэль вместе с «Виторией» здорово стартовал в рамках Серии A, отличившись дебютным голом уже в матче первого тура против «Интернасьоналя» (2:2).

### «Вильярреал»
15 августа 2013 года Габриэл переехал в Ла Лигу, где подписал пятилетний контракт с «Вильярреалом». Он дебютировал 10 ноября, домашний матч против «Атлетико Мадрид» закончился со счётом 1:1. На старте сезона 2014/15 главный тренер «Вильярреала» Марселино сделал несколько ключевых перестановок в обороне, которые помогли Габриэлю окончательно закрепиться в стартовом составе «подводников». Пришедший в команду Виктор Руис занял место в центре обороны вместо травмированного Матео Мусаккио, а Паулиста вытеснил из основы Хосе Дорадо. В итоге связка Руис — Паулиста действовала на протяжении первой половины сезона, сделав «Вильярреал» третьей самой малопропускающей командой лиги (17 голов в 18 встречах).

### «Арсенал»
В декабре 2014 года испанское издание Marca сообщило, что Габриэль подал заявку на получение разрешения на работу от правительства Великобритании. Вскоре стало известно, что в покупке бразильца заинтересован лондонский «Арсенал», который в виду травмы Пера Мертезакера испытывал серьезные проблемы в обороне. После того, как Габриэль получил рабочую визу, «Вильярреал» официально объявил об его продаже.
28 января 2015 года Габриэл подписал долгосрочный контракт с «Арсеналом». «Канониры» выложили за игрока 11,3 миллиона  фунтов, подписав с ним контракт на 5,5 лет. Помимо этого на «Эль-Мадригал» на правах аренды до конца сезона последовал коста-риканский хавбек Жоэль Кэмпбелл. 15 февраля Габриэль отыграл полный матч Кубка Англии против «Мидлсбро» (2:0). Ровно через неделю дебютировал в рамках английского первенства в матче против «Кристал Пэлас» (2:1). 1 марта Арсен Венгер доверил Паулисте место в стартовом составе в домашнем поединке против «Эвертона» (2:0). Габриэль отыграл все 90 минут, совершил несколько успешных подкатов, нейтрализовал нападающего «тоффис» Ромелу Лукаку и помог команде подняться на третье место в турнирной таблице. Через три дня Венгер вновь выпустил Паулисту в стартовом составе, однако бразилец потерял свой шанс закрепиться в основе, получив уже на 37-й минуте травму задней поверхности бедра. В концовке сезона Габриэль еще четыре раза вышел в матчах Премьер-Лиги, но лишь однажды вновь оказался в стартовом составе. По окончании сезона 2014/15 вместе с «Арсеналом» выиграл Кубок и Суперкубок Англии. В следующем сезоне в чемпионате Англии провел 21 матч и отличился одним голом.

### «Валенсия»
18 августа 2017 года Габриэл подписал контракт на 5 лет с «Валенсией». Сумма трансфера составила 12 млн евро.

## Достижения
Командные
«Витория»
- Победитель Лиги Баияно (2): 2010, 2013
- Обладатель Кубка Северо-Востока: 2010

«Арсенал»
- Обладатель Кубка Англии (2): 2014/15, 2016/17
- Обладатель Суперкубка Англии: 2015

«Валенсия»
- Обладатель Кубка Испании: 2018/19

Личные
- Лучший центральный защитник Лиги Баияно (2): 2012, 2013